# Virginia (állam)
Virginia (IPA: [vɚˈd͡ʒɪnjə] kiejtéseⓘ), (hivatalos angol elnevezéssel Commonwealth of Virginia) az Amerikai Egyesült Államok egyik alapító tagállama. Szomszédai északon Nyugat-Virginia és Maryland, délen Észak-Karolina és Tennessee, nyugaton pedig Kentucky. Az USA délkeleti részén helyezkedik el, a történelmi Délen. Nevét I. Erzsébet angol királynőről, a „Szűz Királynőről” (the Virgin Queen) kapta.
Virginia fővárosa Richmond, legnépesebb városa Virginia Beach.

## Földrajz

Virginia domborzati térképe

Virginia az Egyesült államok keleti, Atlanti-óceáni partján, a Chesapeake-öböl és az Appalache-hegység által övezett területen fekszik. Kis része a Chesapeake-öböl keleti oldalán, a Delmarva-félszigeten található.
Szomszédai Maryland, Nyugat-Virginia, Kentucky, Tennessee, Észak-Karolina, valamint az egyik államhoz sem tartozó főváros, Washington.
Az állam Észak-Amerika keleti időzónájában fekszik, így itt általában hat órával korábban van, mint Magyarországon. A nyugati hosszúság 75° 13'-e és 83° 37'-e között, illetve az északi szélesség 36° 31'-e és 39° 37'-e között fekvő terület nagyjából Görögországgal van egy szélességen, és Kubával, Panamával és Ecuadorral azonos délkörök haladnak át rajta. A 110 771 négyzetkilométeres területű, tehát Magyarországnál mintegy húsz százalékkal nagyobb Virginia legnagyobb kiterjedése észak-déli irányban mintegy 320 kilométer, kelet-nyugati irányban közel 700 kilométer.
Keleti-délkeleti fele az Atlanti-óceánparti síkság Tidewater nevű része. Tengerpartja erősen tagolt.  Nyugati felében az Appalache-hegységhez tartozó Blue Ridge-hegység húzódik. Legmagasabb pontja a  Mount Rogers (1746 m). Fő folyói a James, a Potomac, a Rappahannock, a Shenandoah és a York. 
Éghajlata nedves szubtrópusi.

## Történet
Virginia állam területére az első emberek 12 ezer évvel ezelőtt érkeztek. A legrégebbi állandó települések 5000 évvel ezelőtt jelentek meg, a mezőgazdaság kezdetei pedig kb. 900 tájékán jelentek meg. 1500 körül az algonkin indiánok több nagy települést alapítottak, például Werowocomocót. Nyugaton a sziúk, északon és délen az irokézek vették körül a területet, akik fenyegetést jelentettek, ezért 1570 körül törzsszövetséget hoztak létre a Póhatanok. Ők irányítottak 30 kisebb törzset és 150 települést, az 1600-as évek elején létszámuk 13-14000 között alakulhatott.
A környéken már korábban is jártak felfedezők. A 16. század során előbb spanyol jezsuiták, majd I. Erzsébet királynő megbízásából Sir Walter Raleigh. Utóbbi egy kolónia létrehozását tervezte Spanyol Floridától északra. Expedíciója 1584-ben indult, tőle eredeztetik az állam nevét, amellyel Erzsébet királynőre utalt - mások szerint összefüggésben van a "Wingandacoa", illetve a "Wingina" kifejezésekkel. Kezdetben ezzel a névvel illették a ma Dél-Karolinától Maine-ig húzódó területet, valamint Bermuda szigetét. Később módosították ezeket a határokat. 1606-ban a The London Company kapta meg a terület kolonizálásának jogát. Ők alapították az első állandó brit települést Amerikában, Jamestown-t, melyet I. Jakab király után neveztek el. 1619-ben a terület nagyobb autonómiát vívott ki magának, amikor létrejött lakosaiból szervezve a Polgárok Gyűlése. Amikor 1624-ben tönkrement a The London Company, a gyarmat közvetlenül a korona uralma alá került.
Kezdetben az élet nem volt egyszerű: sokan éhen haltak az 1609-es nagy éhínség során, mások az angol-póheten háborúban vesztették életüket. Az 1622-es indián mészárlás volt az, amely megváltoztatta az addigi békés, de legalábbis semleges attitűdöt az indiánokkal szemben. Addigra a kezdeti hatezer telepesből alig 3400 maradt életben. Mivel Európában megnőtt a kereslet a dohány iránt, ez felgyorsította az újabb telepesek és a rabszolgák érkezését. Kezdetben az önkéntes rabszolgaság volt az általános, amikor az Újvilágba érkezés költségeit mintegy ledolgozhatta az illető, és ha kitelt az ideje, szabad lehetett. 1619-ben így indult meg az afroamerikaiak beáramlása is, azonban a gyakorlat megváltozott, amikor egy John Punch nevű illetőt szökési kísérlet miatt örökös rabszolgaságra ítéltek. Virginiában először 1661-ben és 1662-ben hoztak törvényt az örökös rabszolgaságról, az anya társadalmi státuszától függően továbbörökíthetően.
1676-ban Nathaniel Bacon vezetésével lázadás tört ki, mely során a munkások az uralkodó osztály ellen fordultak. A lázadók ellenezték az őslakosokkal szemben folytatott addigi politikát is. Ennek eredményeképp 1677-ben aláírtak egy szerződést, melyben rögzítették, hogy mindazon törzsek, akik elfogadják a brit korona fennhatóságát a területek felett, azok megtarthatják földjeiket, vadászhatnak, halászhatnak, hadsereget tarthatnak. 1693-ban alapították a College of William & Mary intézményt, Észak-Amerika második legrégebbi egyetemét, Williamsburg városában, amely a gyarmat fővárosa lett. 1747-ben virginiai spekulánsok megindították a betelepülést és a kereskedelmet Ohio felé. Franciaország, amely a területet Új-Franciaországhoz tartozónak nyilvánította, ezt fenyegetésnek vette, és az itt eszkalálódó konfliktus végül a hétéves háborúnak is része lett.
A háború után a brit parlament újabb adókat szavazott meg, amit a gyarmatokon nehezen szíveltek. A Polgárok Gyűlésén elégedetlenségi mozgalom indult, és kijelentették, hogy nem fizetnek adót, ha a parlamentben nincs képviseletük. Virginia és a többi gyarmat összefogtak 1773-ban, és a következő évben az állam már delegáltakat küldött a kontinentális kongresszusba. Miután 1774-ben a királyi kormányzó feloszlatta a Polgárok Gyűlését, a lázadók nemzetgyűléseket (konvent) tartottak, melynek során 1776. május 15-én kikiáltották függetlenségüket Nagy-Britanniától. Megalkották saját alkotmányukat, egy másik virginiai, Thomas Jefferson pedig a Függetlenségi Nyilatkozat egyik alkotója lett. A gyarmat hadseregét George Washington vezette. Ekkor helyezték át az állam fővárosát Richmondba, hogy védettebb legyen, mint a tengerparti Williamsburg. 1781-ben győzelmet arattak, így Virginia ténylegesen is elnyerte függetlenségét.
Főként virginiaiak írták az Egyesült Államok Alkotmányát, amit 1788-ban ratifikáltak. Kezdetben Virginiának volt a legtöbb képviselője a Képviselőházban, és mivel az Egyesült Államok első elnökei is itt születtek, ezért az állam jelentősége nagy volt. 1790-ben Marylanddel együtt lemondtak területük egy részéről, hogy a különleges jogállású Columbia kerület (District of Columbia) ott jöjjön létre. A saját részét Virginia 1846-ban visszakövetelte.

## Népesség
A 2020-as népszámlálás szerint 2020. április 1-jén Virginiának 8 631 393 lakosa volt. A medián életkor 38,5 év, a 65 év fölöttiek aránya 16,5%. A lakosság 12,7 százaléka született külföldön, és a virginiaiak 16,8 százaléka nem angolul beszél otthon. A 25 évnél idősebb lakosság 39,6 százaléka rendelkezik felsőfokú végzettséggel; ez jelentősen meghaladja a 33,1 százalékos országos átlagot. A középiskolát végzettek aránya kilencven százalékos.
A háztartások medián éves jövedelme 76 456 dollár, ami több mint tízezer dollárral magasabb az országos mediánnál. Ugyanakkor a lakosság 9,9 százaléka él a szegénységküszöb alatt, és 7,9 százaléknak nincs egészségbiztosítása. A foglalkoztatás aránya 61,5 százalékos. A dolgozók 63,3 százalékát a magánszektor alkalmazza, 19,8 százalék pedig az államigazgatás különböző szintjein dolgozik. Ez utóbbi kiemelkedően magas arány országos összehasonlításban, ami részben annak tudható be, hogy a washingtoni államapparátus számos alkalmazottja a főváros virginiai agglomerációjából jár be dolgozni.
Elméletileg az állam legnépesebb települései Virginia Beach, Chesapeake, Norfolk és a főváros, Richmond. Valójában azonban ez csak a közigazgatási beosztás sajátosságainak következménye. Virginia lakói ugyanis nagyrészt a megyei közigazgatás alá tartozó, egyik város részét sem képező területeken laknak. A valóságban a lakosság nagy részre három agglomerációba tömörül. Ezek közül a legnépesebbet Washington észak-virginiai elővárosai alkotják. Ide tartozik Alexandria, a 100 százalékosan városi jellegű Arlington megye, a mintegy egymillió lakosú Fairfax megye, Fairfax megyei jogú város, Falls Church város és Loudoun megye urbanizálódott keleti része. Ennek az agglomerációs körzetnek mintegy 2,5 millió lakója van.
A második legjelentősebb agglomeráció a Hampton Roads nevet viseli. Ez a körzet a Chesapeake-öböl bejáratánál terül el, és magába foglalja Virginia Beach, Chesapeake, Norfolk, Newport News, Hampton , Portsmouth és Suffolk városokat. Ez a régió mintegy 1,8 millió ember otthona.
Az állam harmadik legnagyobb agglomerációja a fővárost, Richmondot veszi körül. Ebben a zónában közel 1,3 millió virginiai lakik.

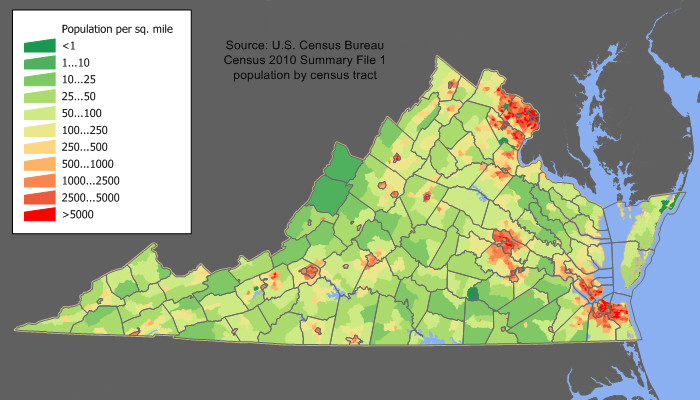
Virginia népsűrűségi térképe a 2010-es népszámlálás nyomán

|      | Név            | Népesség (fő) | Népesség (fő) | Változás |
| 2020 | Név            | 2010          |               | Változás |
| ---- | -------------- | ------------- | ------------- | -------- |
| 1    | Virginia Beach | 459 470       | 437 994       | 4,9%     |
| 2    | Chesapeake     | 249 422       | 222 209       | 12,2%    |
| 3    | Norfolk        | 238 005       | 242 803       | -2.0%    |
| 4    | Richmond       | 226 610       | 204 214       | 11,0%    |
| 5    | Newport News   | 186 247       | 180 719       | 3,1%     |
| 6    | Alexandria     | 159 467       | 139 966       | 13,9%    |
| 7    | Hampton        | 137 148       | 137 436       | -0,2%    |
| 8    | Roanoke        | 100 011       | 97 032        | 3,1%     |
| 9    | Portsmouth     | 97 915        | 95 535        | 2,5%     |
| 10   | Suffolk        | 94 324        | 84 585        | 11,5%    |
| 11   | Lynchburg      | 79 009        | 75 568        | 4,6%     |
| 12   | Harrisonburg   | 51 814        | 48 914        | 5,9%     |

## Közigazgatás

Virginia megyéi és önálló városai

Az állam 95 megyéből és 38 önálló városból áll. A nagyobb önálló városok (city-k) egyenrangúak a megyékkel, a kisvárosok (town-ok) a megyék részei.

## Gazdaság
Virginia kiemelkedően nagy arányban részesül a központi költségvetésből. 2019-es adatok szerint az állam lakói 89,9 milliárd dollárnyi szövetségi adót fizettek, a központi kormány viszont 201,6 milliárd dollárt költött el Virginiában; a különbség 111,7 milliárd dollár.

## Nevezetességek
Az állam „az elnökök anyja”-ként is ismert, mivel nyolc amerikai elnök született itt (George Washington, Thomas Jefferson, James Madison, James Monroe, William Henry Harrison, John Tyler, Zachary Taylor, Woodrow Wilson), több, mint bármely más államban. Az „államok anyjának” is hívják, mert több mai állam egyes területei eredetileg Virginia részei voltak, köztük Kentucky, Indiana, Illinois, Nyugat-Virginia és Ohio.
Az államban 1897-ben és 2011-ben is nagy földrengés volt.